# Blind Husbands
Blind Husbands is een Amerikaanse film uit 1919, van de Oostenrijks-Amerikaanse regisseur Erich von Stroheim. Het is een romantische film, waarin twee mannen met elkaar strijden om de liefde van een vrouw.

## Rolverdeling
| Acteur               | Personage               | Rolbeschrijving            |
| -------------------- | ----------------------- | -------------------------- |
| Sam De Grasse        | Doktor Robert Armstrong | de man                     |
| Francelia Billington | Margaret Armstrong      | vrouw van Robert           |
| Erich von Stroheim   | Eric Von Steuben        | Luitenant                  |
| Gibson Gowland       | Silent Sepp             | berggids                   |
| Fay Holderness       |                         | Jaloerqse ober             |
| Ruby Kendrick        |                         | Dorpsbewoner               |
| Valerie Germonprez   |                         | Bruid op huwelijksreis     |
| Jack Perrin          |                         | Bruidegom op huwelijksreis |
| Richard Cummings     | Dr. Brunner             | arts                       |
| Louis Fitzroy        |                         | priester                   |
| William De Vaull     |                         |                            |
| Jack Mathes          |                         |                            |
| Percy Challenger     |                         |                            |